# San Cristóbal (Bolívar)
San Cristóbal es un municipio de Colombia, situado en el norte del país, en el departamento de Bolívar. Tiene 7.839 habitantes. Ubicado a orillas del Canal del Dique. Limita al norte con el departamento del Atlántico, al oeste con Soplaviento, al este con Calamar, y al sur con Mahates. 
Es el municipio con menor extensión del departamento; creado como municipio el 30 de noviembre de 1995, segregándose del municipio de Soplaviento. 

## División Político-Administrativa
Aparte de su Cabecera municipal. San Cristóbal tiene bajo su jurisdicción dos Centros poblados: 
- Higueretal.
- Las Cruces.

## Estructura organizacional municipal
| San Cristóbal | San Cristóbal | San Cristóbal              |
| Departamento  | Código DANE   | Categoría municipal (2023) |
| ------------- | ------------- | -------------------------- |
| Bolívar       | 13620         | Sexta                      |

- Personería: Es un centro del Ministerio Público de Colombia que ejerce, vigila y hace control sobre la gestión de las alcaldías y entes descentralizados; velan por la promoción y protección de los derechos humanos; vigilan el debido proceso, la conservación del medio ambiente, el patrimonio público y la prestación eficiente de los servicios públicos, garantizando a la ciudadanía la defensa de sus derechos e intereses.

- Concejo Municipal: Es la suprema autoridad política del municipio. En materia administrativa sus atribuciones son de carácter normativo. También le corresponde vigilar y hacer control político a la administración municipal. Se regulan por los reglamentos internos de la corporación en el marco de la Constitución Política Colombiana (artículo 313) y las leyes, en especial la Ley 136 de 1994 y la Ley 1551 de 2012.

Constituido por 9 concejales por un periodo de 4 años.
- Alcaldía Municipal: En esta se encuentra la administración municipal y las entidades descentralizadas del municipio.

El Alcalde se pronuncia mediante decretos y se desempeña como representante legal, judicial y extrajudicial del municipio. El actual Alcalde municipal es Rafael Rodríguez Manotas (2024-2027), elegido por voto popular.
- JAL.

### Servicios públicos
- Energía Eléctrica: Afinia, del grupo EPM, es la empresa prestadora del servicio de energía eléctrica.
- Gas Natural: Gases del Caribe es la empresa distribuidora y comercializadora de gas natural en el municipio.